# Kyle Godwin
Pour les articles homonymes, voir Godwin.
Pas d'image ? Cliquez ici

a Compétitions nationales et continentales officielles uniquement.

b Matchs officiels uniquement.
Dernière mise à jour le 6 janvier 2023.
Kyle Godwin, né le 30 juillet 1992 à Harare (Zimbabwe), est un joueur international australien puis zimbabwéen de rugby à XV jouant aux postes de centre ou demi d'ouverture. Il évolue avec le club français du Lyon OU en Top 14 depuis 2022.

## Biographie

### Jeunesse et formation
Né au Zimbabwe de parents fermiers, Kyle Godwin émigre avec sa famille en Australie à l'âge de huit ans pour fuir la politique de Robert Mugabe et sa réforme agraire discriminant les blancs,. Une situation analogue à celle de la famille d'un autre futur international australien, David Pocock ou encore de Ian Prior.

### Carrière en club
Kyle Godwin commence sa carrière professionnelle en 2012 avec la franchise de la Western Force en Super Rugby. Il fait ses débuts à l'âge de 19 ans contre les Queensland Reds. Grâce à ses performances encourageantes, il est prolongé pour deux saisons supplémentaires. Il s'impose par la suite comme un titulaire au poste de centre, et un cadre de l'équipe, ce qui lui vaut d'être nommé "joueur de la Western Force de l'année" en 2013.
À partir de 2014, il joue également dans le nouveau championnat provincial australien, le National Rugby Championship, avec l'équipe des Perth Spirit.
À la fin de la saison 2016 de Super Rugby, il annonce qu'il quitte la Western Force pour rejoindre les Brumbies pour un contrat de deux saisons.
En 2018, il rejoint la province irlandaise du Connacht en Pro14 pour un contrat de deux ans. Il joue trente-huit matchs avec cette équipe, avant de quitter le club en juin 2020.
En 2020, il fait son retour en Australie, et rejoint son ancienne équipe de la Western Force en Super Rugby AU.
Après trois saisons avec la Western Force, il s'engage en 2022 avec le club français du Lyon OU, évoluant en Top 14, pour un contrat de deux saisons,.

### Carrière en équipe nationale
Kyle Godwin a évolué avec l'équipe d'Australie des moins de 20 ans en 2012. Il participe à cette occasion au championnat du monde junior se déroulant en Afrique du Sud.
Après avoir manqué une première sélection en juin 2013 en raison d'une blessure à l'épaule, il a été appelé pour la première fois en équipe d'Australie en mai 2014 par le sélectionneur Ewen McKenzie. Cependant une nouvelle blessure, au genou cette fois, lui barre la route de la sélection une fois de plus. Il est rappelé quelques mois plus tard lors du Rugby Championship, mais ne sera pas utilisé.
Deux ans après, en novembre 2016, il est à nouveau sélectionné, cette fois par Michael Cheika, pour participer à la tournée en Europe. Il obtient finalement sa première cape internationale avec les Wallabies le 19 novembre 2016 à l’occasion du test-match contre l'équipe de France.
En  octobre 2024, il change de nationalité sportive et opte pour celle de son pays d'origine, le Zimbabwe. Il est alors sélectionné pour la première fois en équipe du Zimbabwe pour leur tournée de fin d'année. C'est la première fois depuis plus de vingt-cinq ans qu'il retourne dans son pays après l'avoir fui. Il obtient sa première cape avec ce pays lors d'un match qu'il commence sur le banc des remplaçants, remporté 62 à 22 face aux Émirats arabes unis,.

## Palmarès

### En club
Néant

### En équipe nationale
Néant

## Statistiques

### En Super Rugby
| Saison | Équipe        | Matchs | Titulaire | Remplaçant | Minutes jouées | Essais | Transformations | Pénalités | Drops | Points |
| ------ | ------------- | ------ | --------- | ---------- | -------------- | ------ | --------------- | --------- | ----- | ------ |
| 2012   | Western Force | 3      | 0         | 3          | 46             | 1      | 1               | 0         | 0     | 7      |
| 2013   | Western Force | 14     | 14        | 0          | 1111           | 2      | 2               | 2         | 0     | 20     |
| 2014   | Western Force | 10     | 10        | 0          | 797            | 1      | 0               | 0         | 0     | 5      |
| 2015   | Western Force | 16     | 16        | 0          | 1228           | 1      | 0               | 0         | 0     | 5      |
| 2016   | Western Force | 9      | 7         | 2          | 565            | 2      | 0               | 0         | 0     | 10     |
| 2017   | Brumbies      | 11     | 11        | 0          | 799            | 2      | 0               | 0         | 0     | 10     |
| 2018   | Brumbies      | 13     | 10        | 3          | 835            | 4      | 0               | 0         | 0     | 20     |
| 2020   | Western Force | 8      | 5         | 3          | 474            | 0      | 0               | 0         | 0     | 0      |
| 2021   | Western Force | 10     | 10        | 0          | 800            | 0      | 0               | 0         | 0     | 0      |
| 2022   | Western Force | 13     | 11        | 2          | 964            | 5      | 0               | 0         | 0     | 25     |
| Total  | Total         | 107    | 94        | 13         | 7606           | 18     | 3               | 2         | 0     | 102    |

### En équipe nationale
Au 8 février 2021, Kyle Godwin compte une cape en équipe d'Australie, dont une en tant que titulaire, depuis le 19 novembre 2016 contre l'équipe de France à Paris. Il a inscrit zéro points. 